# فلسطين.
فلسطين. является вторым национальный домен верхнего уровня для Палестины.

## История
Палестинское национальное управление по присвоению имен в Интернете (PNINA) было создано в начале 2003 года на основании двух президентских указов. В состав организации входят представители как государственного, так и частного секторов. Её цели заключаются в управлении доменом верхнего уровня «.ps» и ряд субдоменов.
В декабре 2009 года была подана заявка в рамках процесса «Fast Track IDN», чтобы ДВУ «فلسطين» был признан представляющей оккупированную палестинскую территорию. Эта просьба была поддержана палестинским министром телекоммуникаций и информационных технологий при дополнительной поддержке со стороны Исламского университета Газы, Палестинской ассоциации по информационно-коммуникационным технологиям, Палестинской газеты «Интернет-общество» и Палестинской ассоциации компаний в области информационных технологий.
В ходе обзора, проведенного 1 марта 2010 года Группой по обеспечению стабильности DNS с быстрым отслеживанием IDN, было установлено, что «ДВУ, связанный с заявкой с оккупированной палестинской территории не представляет никакой угрозы стабильности или безопасности DNS… и представляет собой приемлемый низкий риск путаницы для пользователей». Впоследствии просьба о том, чтобы этот ДВУ представлял оккупированную палестинскую территорию, была удовлетворена.